# Höckendorf
Höckendorf huyện Sächsische Schweiz-Osterzgebirge, bang Sachsen, Đức. Đô thị Höckendorf có diện tích 36,65 km².